# Saint-Brice-sous-Rânes
Saint-Brice-sous-Rânes är en kommun i departementet Orne i regionen Normandie i nordvästra Frankrike. Kommunen ligger i kantonen Écouché som tillhör arrondissementet Argentan. År 2022 hade Saint-Brice-sous-Rânes 139 invånare.

## Befolkningsutveckling
Antalet invånare i kommunen Saint-Brice-sous-Rânes
| Referens: INSEE |